# Ferruccio Berti
Ferruccio Berti (Torino, 4 ottobre 1953) è un arciere italiano, vincitore della medaglia d'oro individuale al Campionato Europeo 3D, Punta Umbría (Spagna) del 2008.

## Biografia
Nato a Torino il 4 ottobre 1953, risiede a Bosconero. L'avvicinamento al tiro con l'arco avviene nel 1992, in un primo tempo, è indiretto; accompagnando ad una prova di tiro uno dei suoi figli. Affascinato dalla disciplina decide di iscriversi ad un corso di tiro con l'arco, presso una compagnia arcieristica del torinese. Il debutto agonistico è del 1996 nella specialità arco olimpico. Successivamente si dedicherà alla specialità arco nudo, portando i colori dell'Italia in competizioni a livello mondiale. Ha fatto parte della Nazionale Italiana di Tiro con l'arco specialità Tiro di Campagna, ed ha anche vestito la maglia della Nazionale Italiana di Tiro con l'arco specialità 3D. A completamento della sua formazione e nell'ottica della promozione ha conseguito la specializzazione per la docenza tecnica come Istruttore di secondo livello ed Allenatore Nazionale Fitarco.
Si dedica incessantemente all'attività agonistica, partecipando ad eventi nazionali ed esteri. Rappresentante degli atleti a livello regionale, promuove il tiro con l'arco presso il Comitato Piemontese Fitarco. La sua competenza e professionalità lo porta ad essere cronista di eventi per la RAI (Rai Sport).
Nel 2016 entra a far parte della società Compagnia Arcieri di Volpiano.
Tra i suoi Hobbies: fotografia, computer, elettronica, radiotecnica.

## Medagliere
3 titoli mondiali IFAA
4 titoli europei IFAA
3 titoli Italiani Fiarc
41 titoli Italiani Fitarco di cui 9 assoluti
(488 gare vinte in carriera)

## Record
- Detentore di 4 record mondiali
- Detentore di 4 record europei
- Detentore di 8 record nazionali

## Palmares
World Archery (Denominata "FITA" (Fédération Internationale de Tir à l'Arc) sino al 2011):
- 2014: Campionato del Mondo Field, Zagabria (Croazia (). 20º classificato
- 2014: Campionato Europeo 3D, Tallin (Estonia (). 16º classificato
- 2013: Campionato del Mondo 3D, Sassari (Italia (). 9º classificato
- 2012: Campionato del Mondo Hunter & Field Val d'Isere (Francia (). 21º classificato
- 2012: Campionato Europeo 3D, TraKoscan (Croazia (). 11º classificato
- 2011: Campionato del Mondo 3D Donnhersbach (Austria (). 4º classificato
- 2011: Campionato Europeo Hunter & Field, Montevarchi (Italia (). 10º classificato
- 2010: Campionato Europeo 3D, Sassari (Italia (). 10º classificato
- 2009: Campionato del Mondo 3D, Latina (Italia (). 5º classificato
- 2008: Campionato Europeo 3D, Punta Umbría (Spagna (). 1º classificato (ORO, campione europeo)
- 2007: Campionato del Mondo 3D, Sopron (Ungheria (). 17º classificato
- 2006: Campionato del Mondo Hunter & Field, Goteborg (Svezia (). 8º classificato

IFAA International Field Archery Association:
- 2018: Campionato Europeo Indoor (EIAC 2018), Budapest (Ungheria (). 1º classificato (ORO, campione europeo)
- 2017: Campionato Mondiale Bowhunter (WBHC 2017), Firenze (Italia (). 1º classificato (ORO, campione mondiale)
- 2017: Campionato Mondiale Indoor (WIAC 2017), Cheile Grădiștei (Romania (). 1º classificato (ORO, campione mondiale)
- 2016: Campionato Europeo Bowhunter (EBHC 2016), Saalbach Hinterglemm (Austria (). 1º classificato (ORO, campione europeo)
- 2014: Campionato Europeo Indoor, San Marino (San Marino (). 1º classificato (ORO, campione europeo)

## Onorificenze
1 Medaglia d'argento al Valore Atletico
 3 Medaglie di bronzo al Valore Atletico